# Vera Akimova
Vera Nikolayevna Akimova (russisch Ве́ра Никола́евна Аки́мова, Wera Nikolajewna Akimowa; * 5. Juni 1959 in Taschkent, UsSSR, Sowjetunion; † 14. April 2009) war eine usbekische Leichtathletin, die sich auf den Hürdenlauf spezialisiert hat und die für die Sowjetunion an den Start ging. Ihren größten Erfolg feierte sie mit dem Vizehalleneuropameistertitel über 60 m Hürden 1984 in Göteborg.

## Sportliche Laufbahn
Erste internationale Erfahrungen sammelte Vera Akimova vermutlich im Jahr 1984, als sie bei den Halleneuropameisterschaften in Göteborg in 7,99 s auf Anhieb die Silbermedaille im 60-Meter-Hürdenlauf hinter der Polin Lucyna Kałek gewann. Im Jahr darauf belegte sie bei den Hallenweltspielen in Paris in 8,14 s den sechsten Platz und 1986 schied sie bei den Halleneuropameisterschaften in Madrid mit 8,05 s im Semifinale aus. Im August schied sie dann auch bei den Freiluft-Europameisterschaften in Stuttgart mit 12,87 s im Halbfinale über 100 m Hürden aus.
In den Jahren 1985 und 1986 wurde Akimova sowjetische Meisterin im 100-Meter-Hürdenlauf.

## Persönliche Bestleistungen
- 100 m Hürden: 12,50 s (0,0 m/s), 19. Mai 1984 in Sotschi
  - 60 m Hürden (Halle): 7,93 s, 17. Februar 1984 in Moskau (usbekischer Rekord)